# Paramount International Networks
Paramount International Networks é a divisão internacional da Paramount Global. A divisão é responsável pela produção, transmissão e divulgação das principais marcas da empresa fora dos Estados Unidos. Tais operações incluem versões regionais dos canais MTV, VH1, Nickelodeon,  Comedy Central, BET e Paramount Network; a rede de televisão Telefe na Argentina, a produtora de conteúdo Porta dos Fundos no Brasil, Channel 5 no Reino Unido, a Network 10 na Austrália, a Chilevisión no Chile, a Viacom18 na Índia, entre outros.